# Prinz-Wilhelm-Eisenbahn-Gesellschaft
Die Prinz-Wilhelm-Eisenbahn-Gesellschaft (kurz PWE) war die älteste Eisenbahn-Aktiengesellschaft auf deutschem Boden. Sie wurde 1828 als Deilthaler Eisenbahngesellschaft gegründet und durfte sich nach dem Besuch des Prinzen Wilhelm von Preußen am 20. September 1831 auch Prinz-Wilhelm-Eisenbahn nennen. Am 14. Februar 1844 wurde die Aktiengesellschaft mit einem Kapital von 1,3 Millionen Talern neu gegründet und firmierte nun auch offiziell als Prinz-Wilhelm-Eisenbahn-Gesellschaft. Das Unternehmen bestand bis zum 18. Februar 1863, als es an die Bergisch-Märkische Eisenbahn-Gesellschaft verkauft wurde.

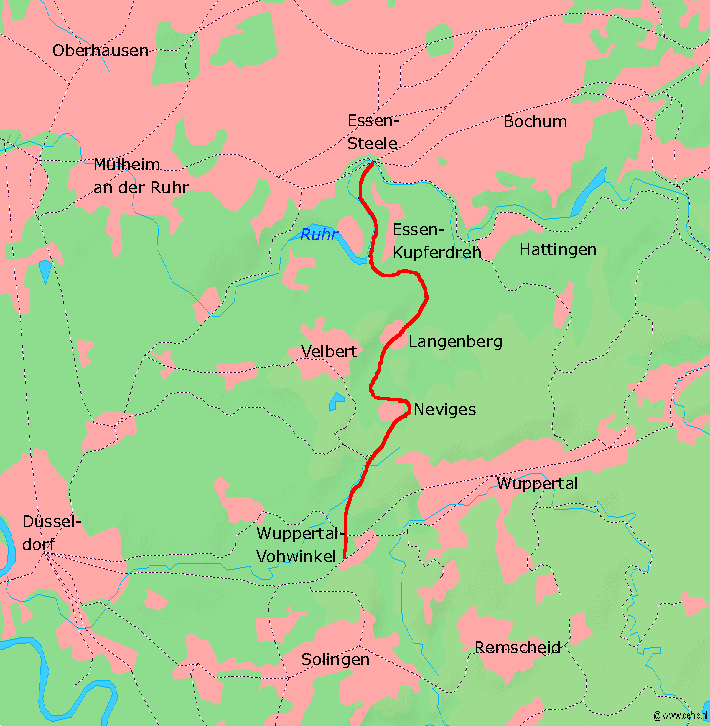
Karte der Prinz-Wilhelm-Eisenbahn

Die PWE baute von 1844 bis 1847 die Trasse der Prinz-Wilhelm-Eisenbahn zur Bahnstrecke von Vohwinkel nach Überruhr (heute Stadtteile von Wuppertal bzw. Essen) aus. Diese erste Eisenbahnstrecke zwischen den Tälern von Ruhr und Wupper war schon von Friedrich Harkort projektiert worden und ist bis heute (als Linie S 9 der S-Bahn Rhein-Ruhr zwischen Haltern und Wuppertal) in Betrieb.

## Vorgeschichte

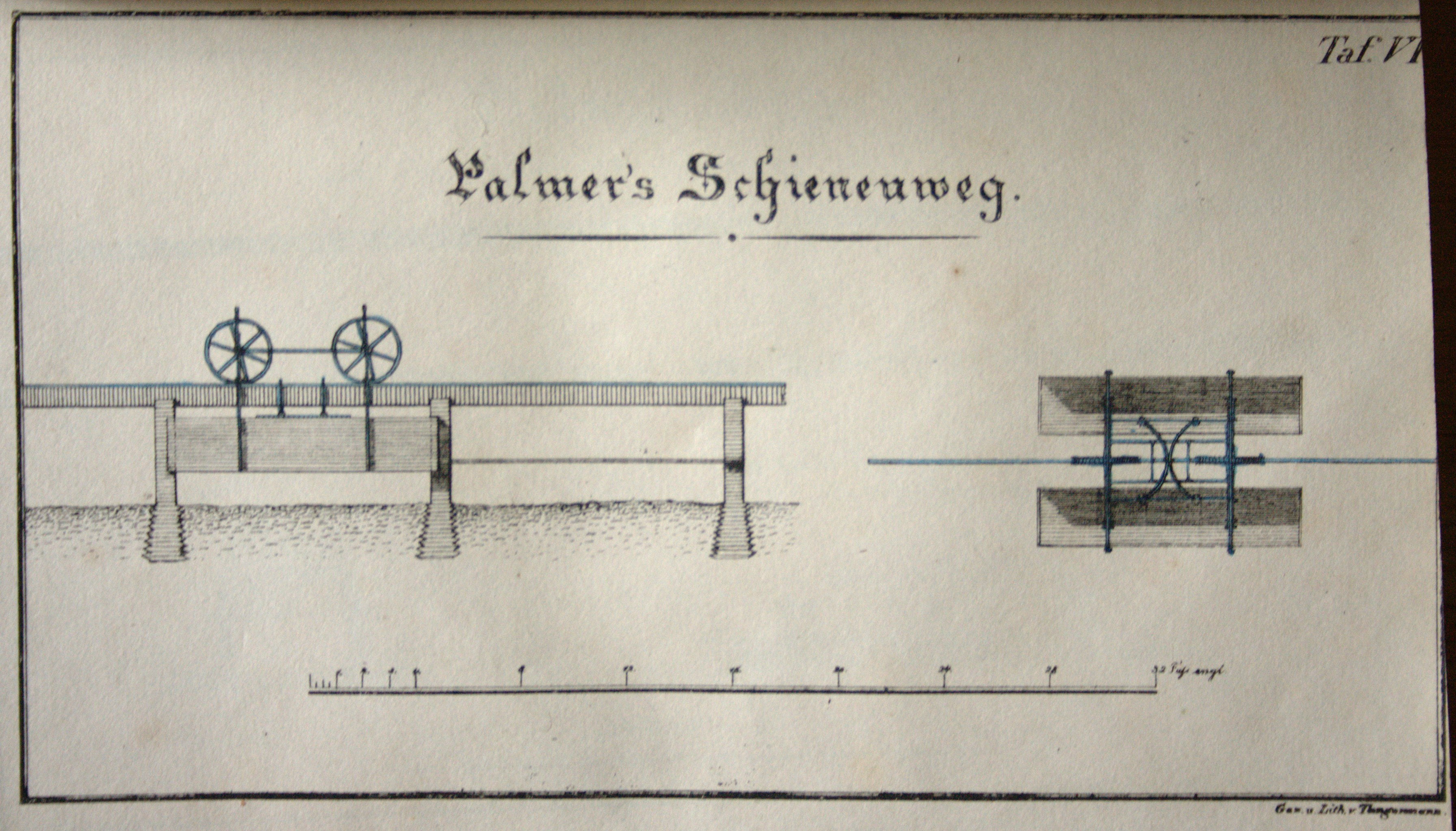
Einschienen-Hängebahn nach Palmer

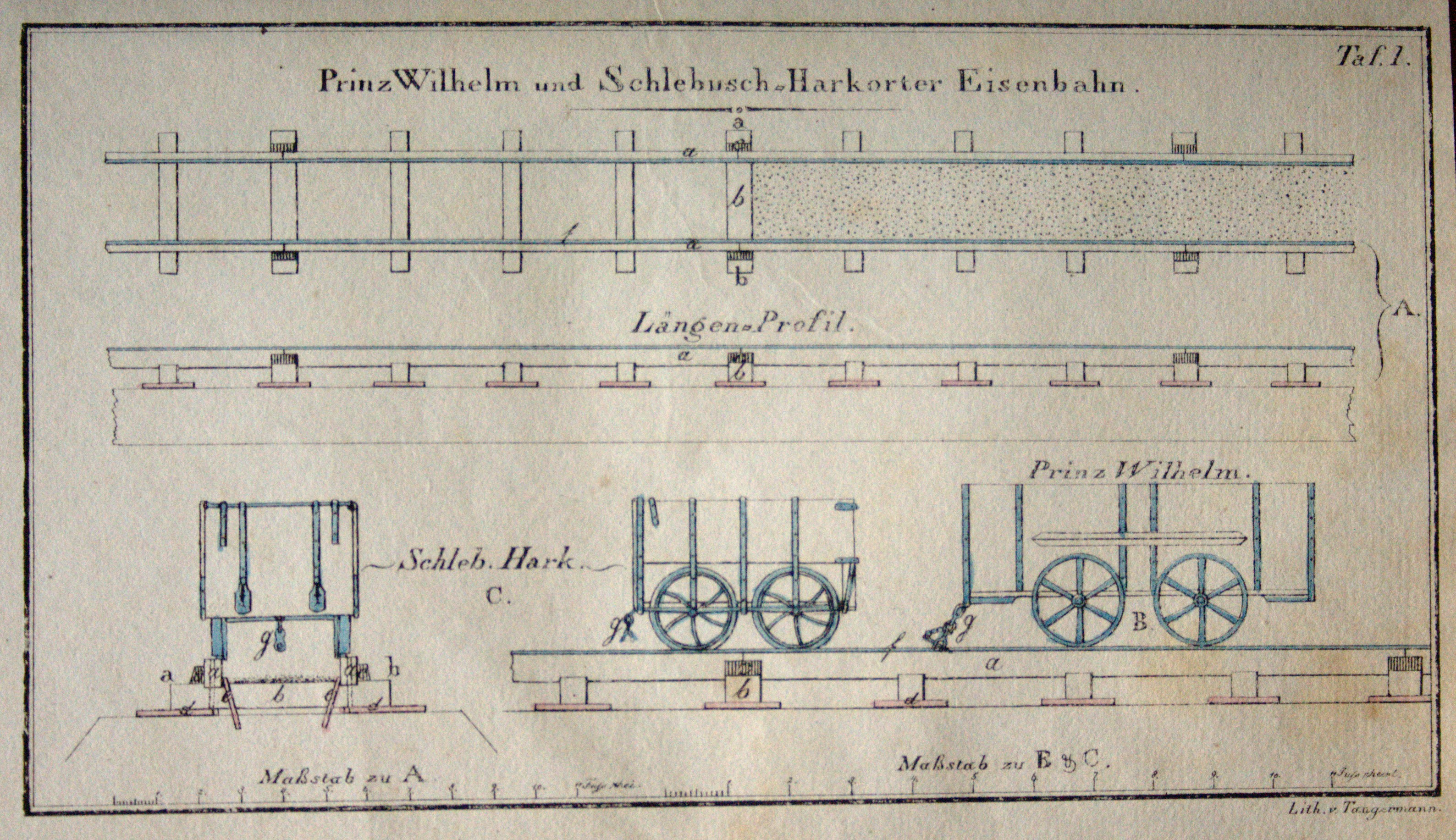
Entwurf mit zweispurigen Gleisen und Fahrzeugen

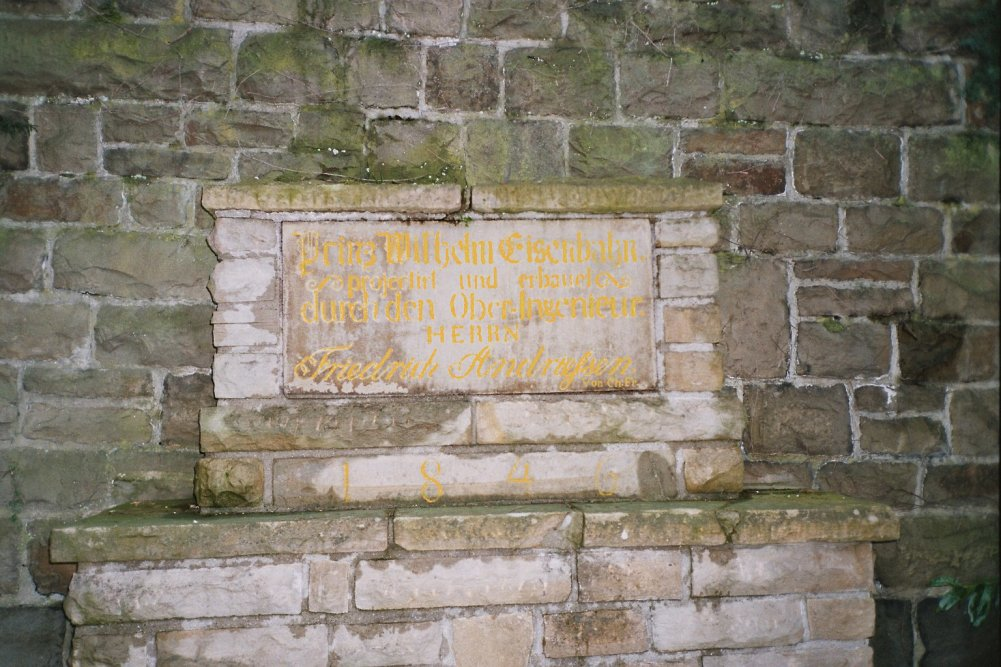
Gedenktafel für die Eröffnung der Bahnstrecke der Prinz-Wilhelm-Eisenbahn-Gesellschaft am Bahnhof Neviges

Friedrich Harkort hatte schon sehr früh die Notwendigkeit einer Transportmöglichkeit der Steinkohle von der Ruhr ins Tal der Wupper im Bergischen Land erkannt. Er sah sich deshalb in Großbritannien die ersten Eisenbahnprojekte an und schrieb im Jahre 1825 in der Zeitschrift „Hermann“ den Artikel „Eisenbahnen. (Railroads.)“ Er suchte Geldgeber und Interessenten, um ein solches Projekt zu verwirklichen, die er schließlich hauptsächlich unter den Gewerken des Ruhrreviers fand.
1826 ließ er eine kleine Probebahn bauen, die von dem britischen Ingenieur Henry Robinson Palmer als Einschienenhängebahn konstruiert wurde. Diese als frühes Vorbild für die Wuppertaler Schwebebahn geltende Bahn stellte er gemeinsam mit Bergrat Heintzmann der Öffentlichkeit vor. Am 9. September 1826 beriet der Rat von Elberfeld über zwei Trassen für den Bau einer solchen Bahn von Elberfeld über Uellendahl, Horath und Herzkamp nach Hinsbeck an der Ruhr oder von Elberfeld über Horath nach Langenberg an der Ruhr. 1826 bis 1827 wurden die Vermessungsarbeiten für diese Trassen durchgeführt.
Ein weiterer Eisenbahnpionier, der Gymnasiallehrer Peter Nikolaus Caspar Egen, favorisierte den Bau einer „normalen“ Schienen-Eisenbahn. Während Egen und Harkort ihre Meinungsverschiedenheiten austrugen, und noch bevor ein Antrag auf eine Konzession gestellt war, regte sich der Widerstand von Fuhrleuten und Pferdetreibern, die bis dahin das Geschäft des Kohlentransports betrieben. Währenddessen wurde auch die Stadt Barmen mit eigenen Plänen aktiv, da sie sich durch die Aktivitäten in ihrer Nachbarstadt benachteiligt fühlte.
Viele Menschen hatten Angst vor derart neuen technischen Projekten und zögerten, hier ihr Geld zu investieren. Auch der König von Preußen, der letztendlich den Bau genehmigen musste, war abgeneigt.

## Deilthaler Eisenbahn
Um gegen die Widerstände der damaligen Zeit überhaupt ins Geschäft zu kommen, änderte Harkort seine Pläne zu einer „abgespeckten“ Version. Er gründete 1828 zusammen mit seinem Schwager, dem Unternehmer Ludwig Mohl, Peter Nikolaus Caspar Egen, dem Arzt Dr. Voß in Steele und den Langenberger Kaufleuten Reichmann und Meyberg die Deilthaler Eisenbahn-Aktiengesellschaft, die erste deutsche Eisenbahn-Aktiengesellschaft.
In den Jahren 1830 und 1831 wurde die Deilthaler Eisenbahn erbaut (teilweise Deilbachbahn genannt), sie führte von Byfang aus durch Hinsbeck an der Ruhr, heute Teil von Essen-Kupferdreh, durch das Deilbachtal hinauf nach Nierenhof bei Langenberg. Die ursprüngliche Pferdebahn verband den Himmelsfürster Erbstolln, Zeche Prinz Wilhelm (Essen), Zeche Steingatt, Zeche Prinz Friedrich, Zeche Concordia (Essen), Zeche Adler, auch genannt „Schwarzer Adler“, sowie die Zeche Victoria in Essen mit den Kohlenwegen im südlichen Ruhrtal.
Diese Bahn trug bereits die Bezeichnung Eisenbahn, weil sie mit eisernen Rädern auf eisernen Schienen fuhr. Der Oberbau bestand einer Beschreibung zufolge aus Eichenschwellen, auf denen zwei sogenannte Straßbäume mit einer Länge von je 3,30 Metern mit Holznägeln befestigt waren. Die Straßbäume waren mit einer Lauffläche aus 40 Millimeter dickem Eisen belegt, nach englischer Nomenklatur war es also noch ein plateway. Die Gesamtstrecke betrug eine preußische Meile (7.532 Meter), die Spurweite zunächst 820 Millimeter.
Die Bahn wurde für den Relaisbetrieb gebaut. Hierfür war die Strecke in drei Teilstrecken (Relais) von jeweils 700 Ruten, und vier Relaiswechseln von jeweils 25 Ruten Länge eingeteilt. Die Relaisewechsel der Pferdebahn befanden sich am Anfang und Ende der Bahn, an der „Kupperdrehe“ und am Deilbachhammer im Deilbachtal. An diesen Ausweichstellen wurden die Pferde gewechselt, so dass sie immer nur auf einem Teilstück die vollen Wagen hin- und die leeren zurückziehen mussten. Insgesamt waren dazu sieben Pferde als Zugtiere nötig. Auf der flachen Strecke an der Ruhr waren ein bis zwei Pferde für den Kohlenzug ausreichend. Auf der ansteigenden Strecke zum Nierenhof mussten drei bis vier Pferde vorgespannt werden.

## Prinz-Wilhelm-Eisenbahn
Am 20. September 1831 wurde die Strecke durch Prinz Wilhelm von Preußen, den Generalgouverneur der Rheinprovinz und der Provinz Westfalen sowie jüngsten Bruder König Friedrich Wilhelms III., feierlich eingeweiht. Der Prinz und seine Familie befuhren an diesem Tag die Eisenbahn in einem mit Teppichen ausgeschlagenen Kohlenwagen. Die Bahn durfte sich seitdem „Prinz-Wilhelm-Eisenbahn“ nennen.
Bis 1844 wurde die Prinz-Wilhelm-Eisenbahn als Pferdebahn zum Kohletransport betrieben. Nach einjähriger Betriebsdauer wurden auch Fahrgäste befördert, insbesondere auf der Rückfahrt von Nierenhof nach Hinsbeck; denn für diese Fahrten war kein Frachtaufkommen vorhanden. Schon von 1833 an standen einige Personenwagen „des Vergnügens wegen“ zur Verfügung.

## Steele-Vohwinkler Eisenbahn
Da der Betrieb der Bahn zur Zufriedenheit der Gesellschafter lief, beschloss man 1840 eine Verlängerung der Strecke. Am 23. August folgte ein Schreiben an den Landrat, um den Antrag auf die Konzession zu unterstützen. Am 29. Juni 1844 erteilte das preußische Finanzministerium die Genehmigung zum Bau der Verlängerung an beiden Enden, nach Steele im Norden und Vohwinkel im Süden.
Um die notwendigen Gelder zu bekommen, wollte man neue Aktien ausgeben. Zu diesem Zweck machte man den Aktionären ein Angebot, das mit dem Erwerb von Aktien eine Garantie auf günstige Transportpreise verband. Die Zechen lehnten ein solches Angebot aber ab. Das Misstrauen begründete sich in dem Konkurs der Rhein-Weser-Bahn kurze Zeit zuvor. Schließlich gelang es doch, das notwendige Kapital zu beschaffen, und man konnte am 29. Juli 1844 mit dem Bau beginnen.

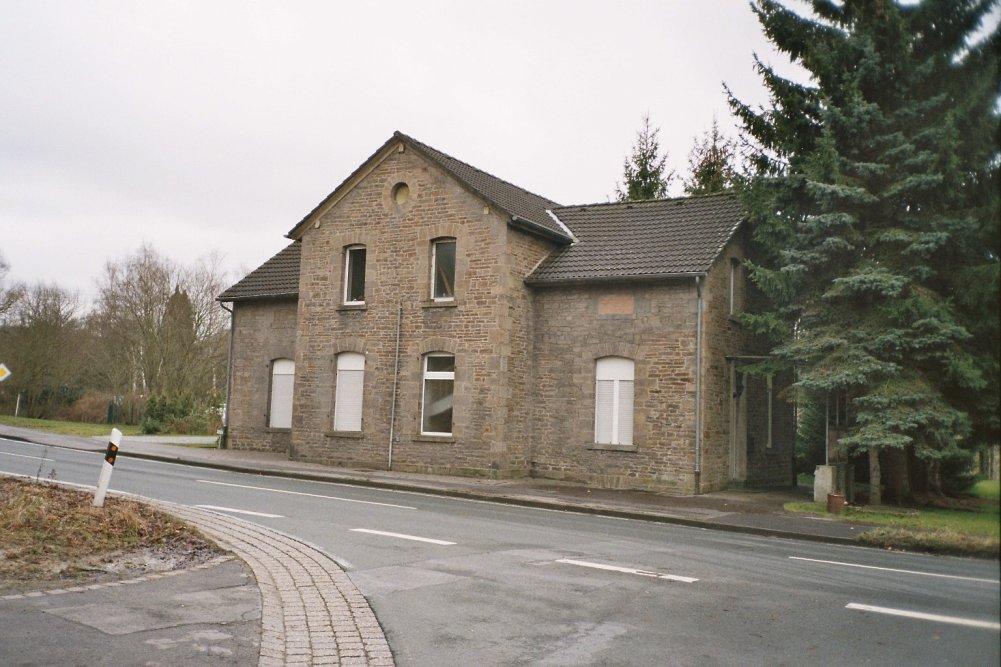
Ehemalige Kopfstation

Die Bahnstrecke wurde auf die Normalspur von 1.435 Millimeter umgebaut und in beide Richtungen verlängert, dabei wurde sie in 81 Bauabschnitte mit einer Länge von jeweils 100 Ruten unterteilt. Unter der Bezeichnung Steele-Vohwinkler Eisenbahn ging die 32 Kilometer lange Bahnlinie am 1. Dezember 1847 als dampfbetriebene Eisenbahnstrecke wieder in Betrieb, sie führte nun von Überruhr (südlich der Ruhr, gegenüber von Steele) nach Vohwinkel über Kupferdreh, Byfang, Langenberg und Neviges.
Zwischen Neviges und Vohwinkel mussten die Züge eine Steigung überwinden, die man zu dieser Zeit nur mit Hilfe einer Spitzkehre bewältigen konnte. An der 1847 gebauten Kopfstation im Siebeneicker Tal mussten die Züge zunächst „Kopf machen“, dieser Zwangshalt wurde aber bereits 1862 durch eine Neutrassierung beseitigt, dennoch trägt die ganze Gegend immer noch die Bezeichnung „Kopfstation“ (51° 18′ 16,2″ N, 7° 7′ 12,3″ O).
Die Straße Drehscheibe in Essen-Überruhr erinnert heute noch an den ersten Endbahnhof südlich der Ruhr. Für die Rückfahrt mussten dort die Lokomotiven auf einer Drehscheibe gewendet werden. Die Eisenbahnbrücke über die Ruhr nach Steele ging erst 1863 in Betrieb.

## Übernahme der Gesellschaft

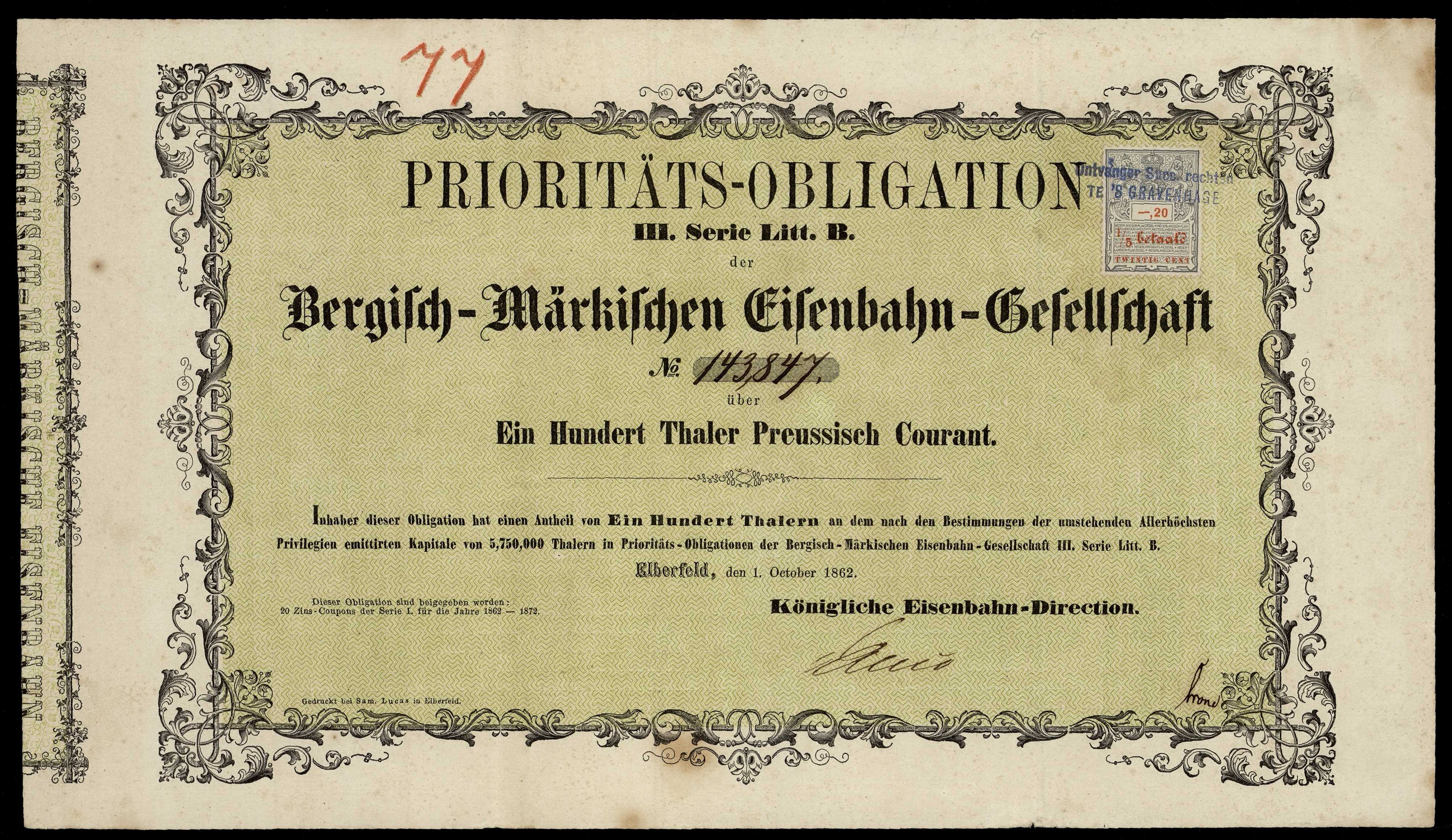
Prioritäts-Obligation der Bergisch-Märkischen Eisenbahn-Gesellschaft vom 1. Oktober 1862.

Am 13. März 1854 übernahm die Königliche Direktion der Bergisch-Märkischen Eisenbahn in Elberfeld den Betrieb der Strecke. Mit Vertrag vom 6. Dezember 1862 ging die Prinz-Wilhelm-Eisenbahn-Gesellschaft zum 1. Januar 1863 auch rechtlich in der Bergisch-Märkischen Eisenbahn-Gesellschaft (BME) auf.
Die BME integrierte die Strecke in ihr Streckennetz und verlängerte die Strecke über die Ruhr hinaus bis Steele (Hauptbahnhof, heute Essen-Steele-Ost). Aus der Zeit der Preußischen Staatseisenbahnen stammt das heute nicht mehr angefahrene, historische Gebäude des Alten Bahnhofs Kupferdreh.